# Jamba (futebolista)
João Pereira, conhecido como Jamba, (Benguela, 10 de julho de 1977) é um ex-futebolista angolano. É um defesa central, seu último clube foi o AS Aviação.

## Seleção
É membro da Seleção Angolana de Futebol, e foi chamado à Copa do Mundo de 2006. Jogou em 29 competições internacionais para Angola, fazendo-lhe um líder. Em Abril de 2006, os seus desempenhos foram reconhecidos, sendo votado como o melhor jogador angolano a jogar em Angola.
O seu apelido, Jamba, significa "elefante" em umbundo, uma língua falada no sul de Angola.